# Hævnet
Hævnet er en dansk stumfilm fra 1907, der er instrueret af Viggo Larsen.

## Handling
Denne artikel mangler et handlingsreferat. Hjælp os med at skrive det.

## Medvirkende
- Margrethe Jespersen - Ung pige
- Viggo Larsen - Pigens kæreste
- Robert Storm Petersen - Forfører